# Манфред II (маркграф Салуццо)

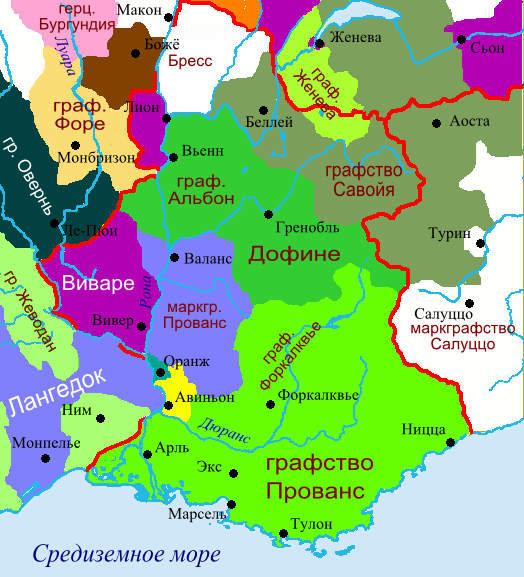

Манфред II (итал. Manfredo II di Saluzzo; ок. 1150 — 20/27 февраля 1215) — маркграф Салуццо с 1175 года. Из рода дель Васто (Алерамичи). Сын Манфреда I.

## Биография
Расширил территорию своих владений за счёт соседей. Его власть признали Карманьола, Раккониджи, Ревелло, Дольяни, Мондови.
Успешно противостоял экспансионизму графов Савойских, в 1213 году заключил с ними договор о мире и военном союзе.
Во внутригерманских делах поддерживал императоров Фридриха Барбаросса и Оттона Брауншвейгского (до 1213).

## Семья
Жена — Алайзия (ум. после 1231), дочь маркиза Монферратского Гульельмо V. Дети:
- Агнеза (ум. после 1223), муж — сардинский князь Комито Торрес,
- Бонифаций (ум. до 28 апреля 1213), наследник маркграфства,
- Маргарита, муж — Гофредо де Сальвайн,
- дочь, муж — Гульельмо II, маркиз ди Чева.

Поскольку единственный сын Манфреда II Бонифаций умер раньше отца, ему наследовал внук — Манфред III (ок. 1205 — 29 октября 1244).